# Скарафоне I (Фрозиноне)
Скарафоне I је насеље у Италији у округу Фрозиноне, региону Лацио.
Према процени из 2011. у насељу је живело 35 становника. Насеље се налази на надморској висини од 183 м.